# Fernand Brosius
Fernand Brosius (Niederkorn, 15 de mayo de 1934 - Niederkorn, 14 de enero de 2014) fue un futbolista luxemburgués que jugaba en la demarcación de defensa.

## Biografía
Fernand Brosius debutó como futbolista en 1953 a los 19 años de edad con el CA Spora Luxembourg. A los tres años de su debut, ganó con el club la Division Nationale, máxima división del país. Además también la ganó en 1961. La Copa de Luxemburgo fue otro título con el que se hizo Brosius en tres ocasiones, en 1957, 1965 y 1966. Finalmente en 1971 y con 37 años de edad se retiró como futbolista.
Fernand Brosius falleció el 14 de enero de 2014 en Niederkorn a los 79 años de edad.

## Selección nacional
Fernand Brosius fue miembro de la selección de fútbol de Luxemburgo desde 1956 hasta 1965 en un total de 57 partidos. Además formó parte del equipo que llegó a cuartos de final de la Eurocopa de 1964.

## Clubes
| Club                | País       | Año         |
| ------------------- | ---------- | ----------- |
| CA Spora Luxembourg | Luxemburgo | 1953 - 1971 |

## Palmarés

### Campeonatos nacionales
| Título             | Club                | País       | Año  |
| ------------------ | ------------------- | ---------- | ---- |
| Division Nationale | CA Spora Luxembourg | Luxemburgo | 1956 |
| Division Nationale | CA Spora Luxembourg | Luxemburgo | 1961 |
| Copa de Luxemburgo | CA Spora Luxembourg | Luxemburgo | 1957 |
| Copa de Luxemburgo | CA Spora Luxembourg | Luxemburgo | 1965 |
| Copa de Luxemburgo | CA Spora Luxembourg | Luxemburgo | 1966 |